# Star Trek Catan
Star Trek Catan ist eine im Frühjahr 2012 erschienene Adaption der Siedler von Catan von Klaus Teuber ins Star-Trek-Universum. Die Illustrationen und Grafiken wurden von Franz und Imelda Vohwinkel erstellt, die Spielfiguren von Andreas Klober gestaltet. Statt Straßen bauen die Spieler Raumschiffe und statt Siedlungen und Städten werden Raumstationen gebaut. Hierfür werden die Rohstoffe Dilithium, Tritanium, Nahrung, Sauerstoff und Wasser benötigt, die auf Planetenfeldern erwirtschaftet werden. Gestört werden die Spieler wie üblich beim Wurf einer 7, aber nicht von Räubern, sondern den Klingonen.

## Inhalt
- 19 Planetenfelder
  - 4× rotbrauner Planet (produziert Tritanium)
  - 4× gelber Planet (produziert Nahrung)
  - 4× weißer Gasplanet (produziert Sauerstoff)
  - 3× hellgrüner Planet (produziert Dilithium)
  - 3× blauer Planet (produziert Wasser)
  - 1× Asteroidenfeld (Heimat der Klingonen)
- 6 Rahmenteile mit Grenz- und Handelsposten
- Spielfiguren:
  - 60 Raumschiffe (je 15 in den Spielerfarben blau, orange, rot und weiß)
  - 28 Raumstationen (je 7 in den Spielerfarben blau, orange, rot und weiß)
  - 16 Raumstation-Ausbauten (je 4 in den Spielerfarben blau, orange, rot und weiß)
  - 1 Klingonenschiff
- 95 Rohstoffkarten (je 17× Dilithium, Nahrung, Sauerstoff, Tritanium und Wasser)
- 25 Entwicklungskarten
  - 14× „Sternenflotte greift ein“
  - 6× Fortschritt (je 2× Forschungsstation, Monopol und Utopia Planitia)
  - 5× Siegpunkt (Föderationsrat, Gekaperter Bird of Prey, Sternenflottenakademie, Warp 9 und Zeitsprung)
- 10 Charakterkarten (Unterstützungskarten)
- 18 Zahlenchips
- 1 Karte „Größte Sternenflotte“
- 1 Karte „Längste Versorgungsroute“
- 4 Baukostenkarten
- 2 Würfel
- 2 Kartenhalter
- 1 Beutel mit Ersatzteilen
- 1 Spielanleitung (4 Seiten)
- 1 Almanach (16 Seiten)

## Unterschiede zum normalen Catan-Spiel
Jeder Spieler erhält 5 kleine Raumstationen, von denen er 2 in der Gründungsphase baut. Erweitert er seine ersten beiden Raumstationen mittels Raumstation-Ausbauten zu Großen Raumstationen, erhält er jeweils eine Raumstation aus dem allgemeinen Vorrat. Im Gegensatz zum Brettspiel, wo die Städte die Siedlungen ersetzen und somit insgesamt 9 Ortschaften durch einen Spieler gebaut werden können, kann hier ein Spieler somit nur maximal 7 Raumstationen bauen. Da allerdings die Großen Raumstationen 2 Siegpunkte zählen sind auch 10 Siegpunkte mit dem reduzierten Material erreichbar.
Die Charaktercharten werden nach demselben System wie die Helfer von Catan gespielt.

## Übersetzungen
- Englisch bei Mayfair Games
- Französisch bei Filosofia Games
- Italienisch bei Giochiuniti
- Niederländisch bei 999 Games
- Spanisch: Catán – Star Trek bei Devir

## Erweiterung
Bei Mayfair Games erschien im Herbst 2013 die Erweiterung „Star Trek Catan – Federation Space“.